# Rodnikí (Krasnodar)
|  | Per a altres significats, vegeu «Rodnikí». |

Rodnikí - Родники (rus) és un possiólok del krai de Krasnodar, a Rússia. És a la vora del riu Kelermes, tributari a la dreta del Bélaia (afluent del riu Kuban), a 5 km al sud de Belorétxensk i a 78 km al sud-est de Krasnodar.
Pertanyen a aquest possiólok els possiolki de Vostotxni, Stepnoi, Sadovi i els khútors de Priretxni, Gruixovi, Podgorni, MTF N.1 kolkhoza im. Lénina i MTF N.2 kolkhoza im. Lénina.